# Janusz Boissé

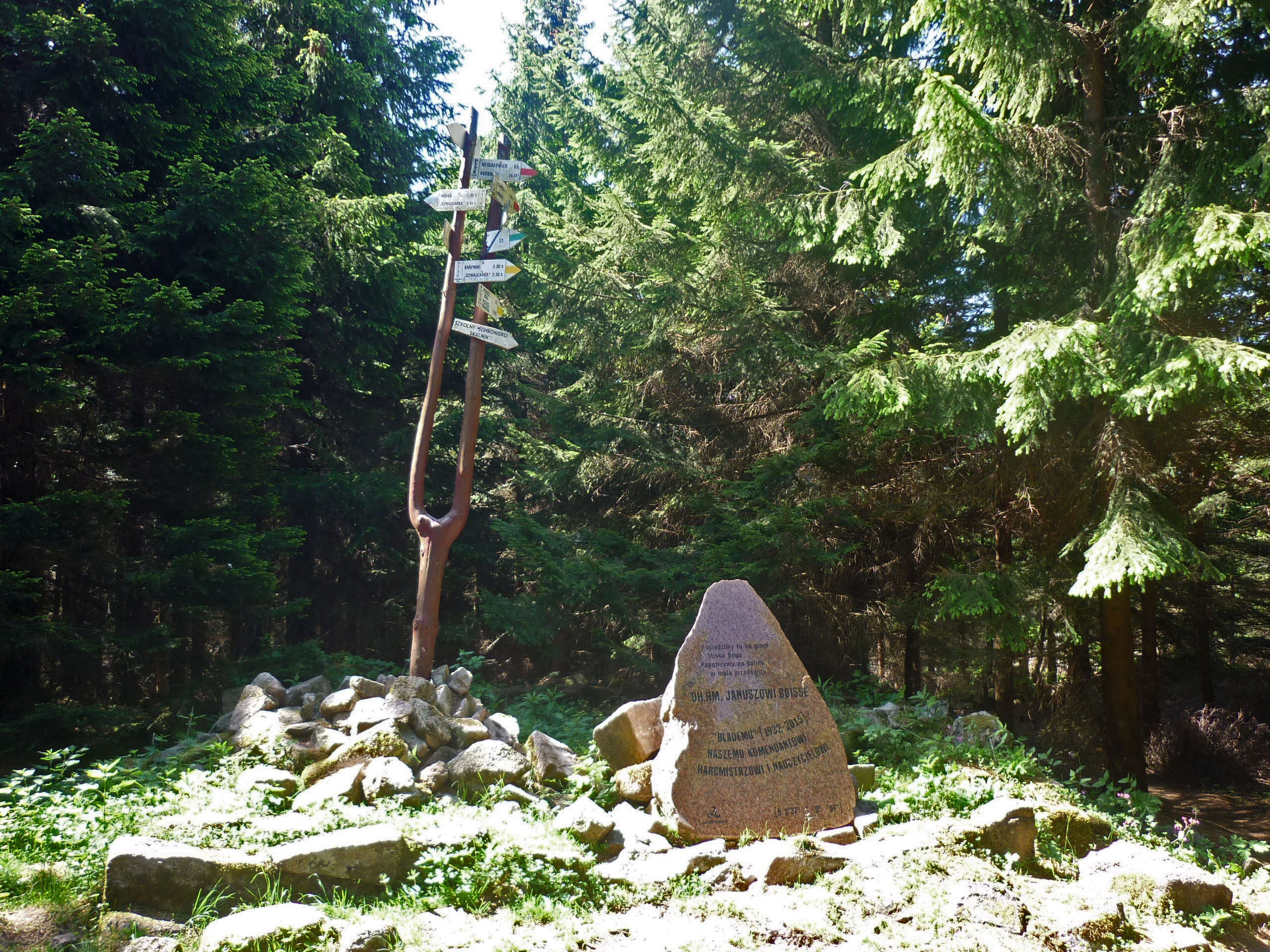
Kamień pamiątkowy dla harcmistrza Janusza Boissé w górach Rudawy Janowickie

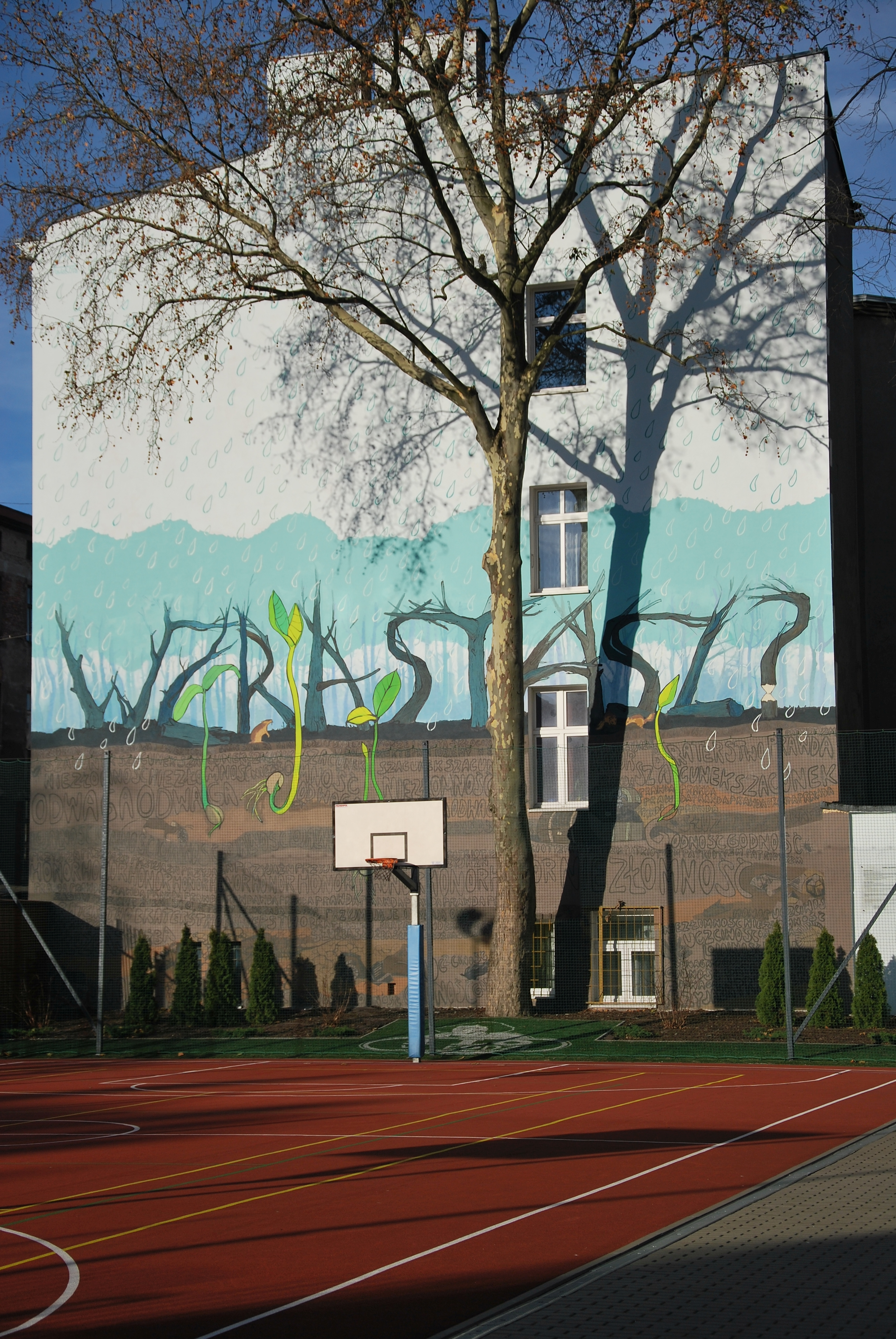
Mural ku czci Janusza Boissé – Bladego na ścianie kamienicy przylegającej do boiska szkolnego, odsłonięty 27 września 2015

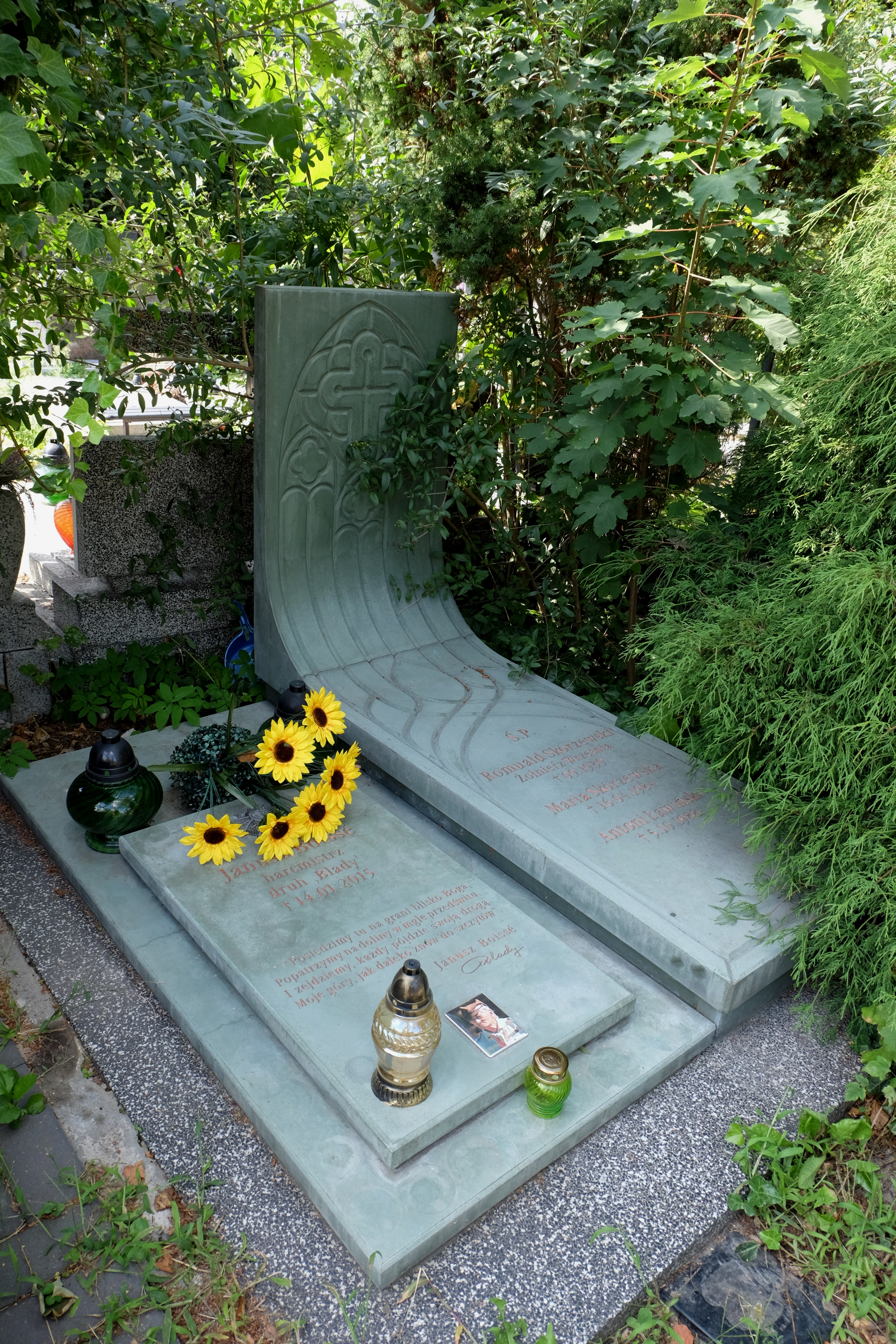
Grób harcmistrza Janusza Boissé w części ewangelickiej Starego Cmentarza w Łodzi

Janusz Edward Boissé, ps. „Blady”, „Szef”, „Blazus” (ur. 9 stycznia 1932 w Tarnopolu, zm. 14 stycznia 2015 w Łodzi) – polski harcmistrz, nauczyciel geografii w I Liceum Ogólnokształcącym im. Mikołaja Kopernika w Łodzi, komendant Szczepu im. Romualda Traugutta.

## Życiorys
Przyszedł na świat 9 stycznia 1932 roku w Tarnopolu jako syn artysty i kombatanta Legionów Polskich Tadeusza i polonistki Janiny, mieszkających w Touste k. Tarnopola . We wrześniu 1939 roku ojciec został powołany na front, z którego już nie powrócił, a Janusz z matką zostali zesłani do Kazachstanu. Transport został jednak przerwany w Kijowie. W pobliskiej Zimnej Wodzie  mieszkali do 1942 roku, kiedy to przeprowadzili się do Piotrkowa , gdzie Janusz na tajnych kompletach ukończył szkołę powszechną i pierwszą klasę gimnazjum. W 1945 roku przenieśli się do Męki pod Sieradzem . W 1950 roku zdał maturę w Sieradzu.
Po maturze rozpoczął pracę jako nauczyciel w szkołach powszechnych w Sieradzu i Woźnikach . W latach 1952–1954 odbył służbę wojskową, a następnie rozpoczął studia geograficzne w Państwowej Wyższej Szkole Pedagogicznej w Łodzi, która została włączona do Uniwersytetu Łódzkiego. Pracę magisterską obronił w 1958 roku. Po studiach rozpoczął pracę w Szkole Podstawowej nr 125 w Rudzie Pabianickiej. Następnie pracował w XVIII Liceum Ogólnokształcącym w Łodzi. 1 września 1963 roku został zatrudniony w I Liceum Ogólnokształcącym im. M. Kopernika w Łodzi jako nauczyciel geografii, a do 1967 roku pełnił również funkcję wicedyrektora . W 1969 roku został opiekunem harcerzy w I Liceum i szczepowym Szczepu ZHP im. R. Traugutta. Pod jego komendą z dwóch drużyn liczących łącznie kilkanaście osób, szczep powiększył się do siedmiu drużyn o łącznej liczbie około dwustu osób . W 1997 roku Janusz Boissé odszedł na emeryturę, a w 2000 roku przestał pełnić funkcję komendanta Szczepu im. R. Traugutta.
Był pomysłodawcą i twórcą Harcerskiego Klubu Turystycznego „Tramp” oraz kabaretu „Kiełbie we Łbie”, organizatorem wielu rajdów, wycieczek i obozów w Dolinie Caryńskiego, Nasicznem, Strużnicy i Wenecji .
Janusz Boissé zmarł w Łodzi 14 stycznia 2015 o godzinie 16:30 po długiej chorobie . Pogrzeb odbył się 20 stycznia. Rozpoczął go uroczysty przemarsz o godzinie 12:30 spod gmachu I Liceum Ogólnokształcącego im. M. Kopernika na Stary Cmentarz przy ul. Ogrodowej w Łodzi, gdzie o godzinie 13:30 odprawione zostały uroczystości pogrzebowe. Janusz Boissé został pochowany w ewangelickiej części Starego Cmentarza .
Autorem pomnika nagrobnego jest uczeń profesora architekt Tomasz Skorupa działający jako „Kontrastowo”. Do współpracy przy gotyckim reliefie zaprosił on łódzkiego grafika Jakuba „Hakobo” Stępnia. Jest to jedyny nagrobek z betonu architektonicznego w kolorze zielonym.

## Odznaczenia
- Odznaką „Za Zasługi dla Miasta Łodzi”[4]  (1995)
- Nagroda Miasta Łodzi[5]  (2012)